# Les Joies et les énigmes d'une heure étrange
Les Joies et les énigmes d'une heure étrange est un tableau du peintre italien Giorgio De Chirico réalisé en 1913. Cette huile sur toile de la série de peinture métaphysique représente un paysage urbain aux multiples facettes typique de la série dite des Places d'Italie. Elle est conservée au sein d'une collection privée.